# Silosca licziae
Silosca licziae är en fjärilsart som beskrevs av László Anthony Gozmány. Silosca licziae ingår i släktet Silosca och familjen äkta malar. Inga underarter finns listade i Catalogue of Life.